# Stadio BJK İnönü

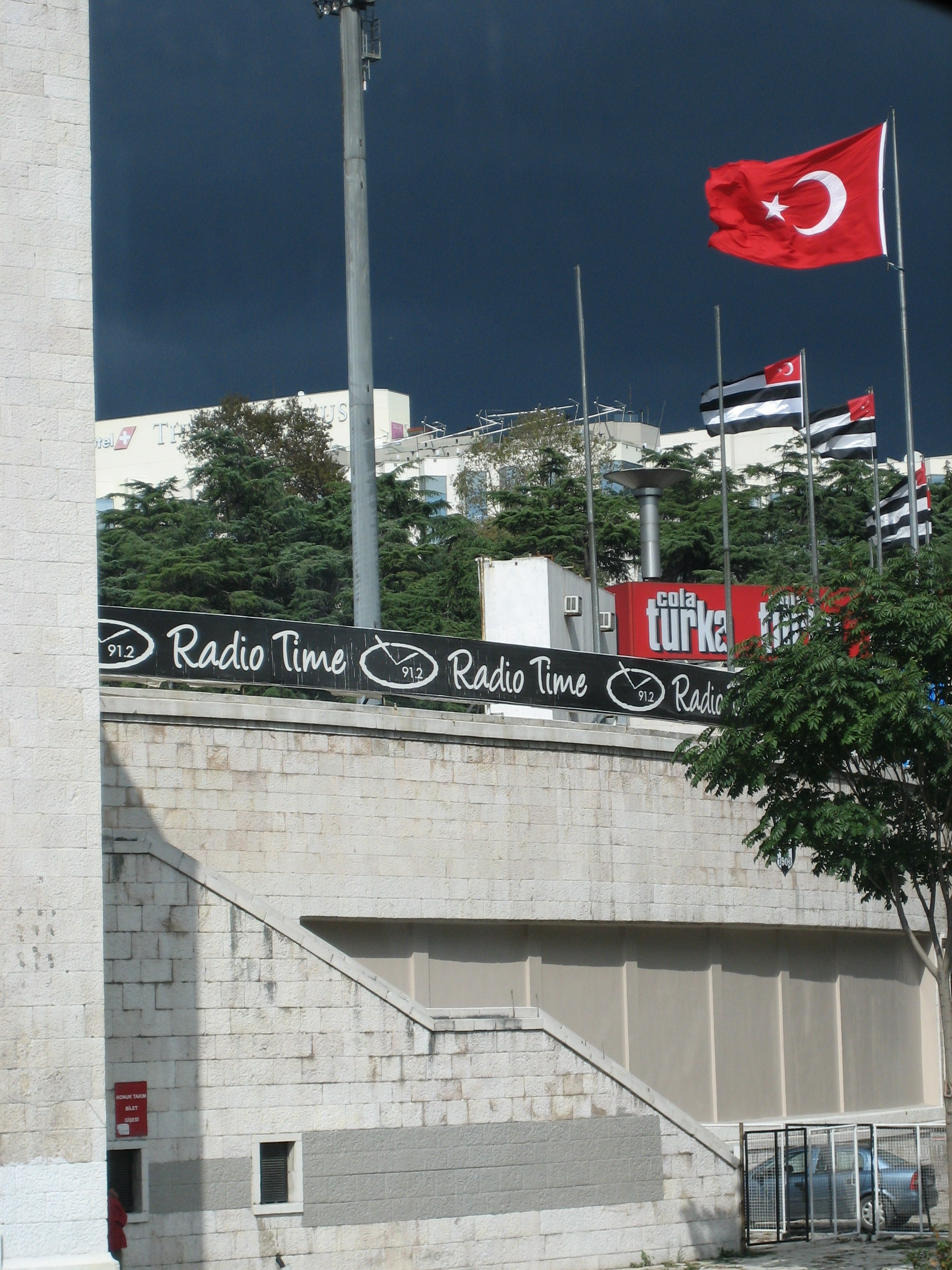
Stadio BJK İnönü, Beşiktaş

Lo stadio BJK İnönü era l'impianto utilizzato dalla squadra di calcio Beşiktaş J.K., nell'omonimo quartiere di Istanbul, in Turchia, per giocare le sue partite casalinghe.

## Storia
Inaugurato nel 1947, poteva ospitare 41.905 persone. Oltre al calcio, lo stadio BJK İnönü ospitò alcuni importanti concerti di artisti internazionali. Il primo concerto allo stadio di Istanbul fu quello di Bryan Adams il 28 luglio 1992.
Negli anni novanta e duemila vi si sono esibiti altre star del pop e del rock: i Guns N' Roses all'interno del loro Use Your Illusion Tour, i Metallica, i Bon Jovi, i Rammstein, Michael Jackson all'interno del suo Dangerous World Tour, Madonna all'interno del suo Girlie Show Tour, Elton John, gli Scorpions, Rihanna, gli Iron Maiden, Rod Stewart, Sting e Tina Turner.
Nel 2009 era stato inserito al quarto posto nella classifica della rivista The Times sugli stadi più belli al mondo.
Lo stadio ha ospitato l'evento heavy metal Sonisphere Festival nel 2010, in cui si sono esibiti tra gli altri i Big Four del genere thrash metal: Metallica, Slayer, Megadeth e Anthrax.
È stato demolito nel 2013 e sulle ceneri è stata costruita la Vodafone Arena che dal 2016 ospita le partite della squadra turca, con una capienza di 41.903 posti, con 147 sky box e 4.500 posti tribune VIP.